# チャールズ・マリーズ

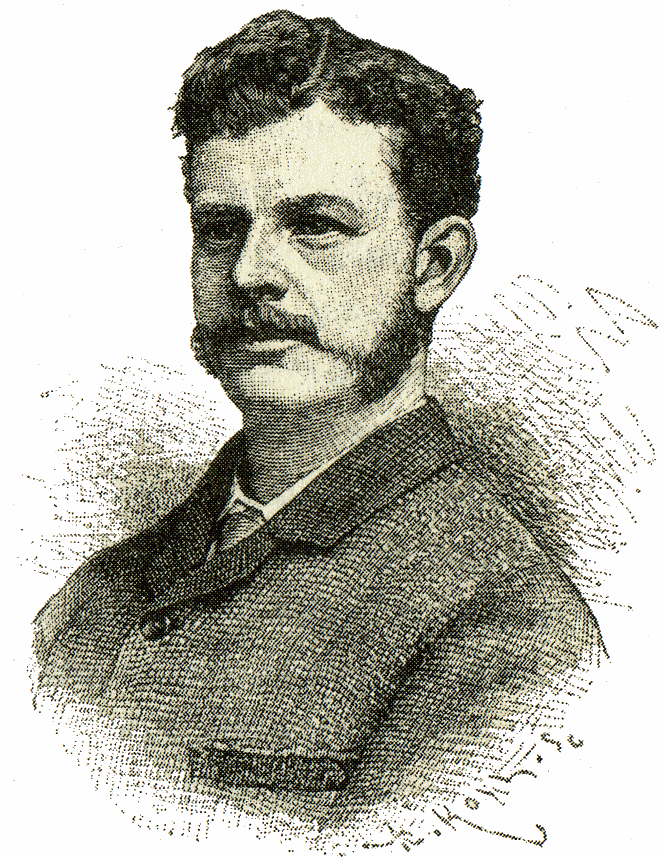
Charles Maries

チャールズ・マリーズ（Charles Maries、1851年12月18日 - 1902年10月11日）は、イギリスの植物学者、ヴィーチ商会のプラントハンターとして働き、1877年と1879年に、日本、中国、台湾で植物収集を行った。500種の新種の植物をイギリスにもたらした。

## 生涯
英国のウォリックシャーのハンプトン・ルーシーにて、靴屋の5人兄弟の末の息子に生まれた。
グラマースクールで、後に、王立園芸協会の植物学の教授となる牧師のヘンスロー（G. Henslow）から植物学を学んだ。長兄と次兄は父の仕事を継ぎ、4男のリチャードも植物学を学び、園芸を仕事とし、父親が死んだ後、チャールズも兄の園芸場で働いた。7年間兄のもとで働いた後、1876年に当時、イギリスで最大の園芸商のロンドン、チェルシーのヴィーチ商会に雇われた。すぐに主任に抜擢され、極東の植物の採集に選ばれた。
1877年2月、中国の上海に向けて出発し、香港、寧波に寄航した後、日本の長崎に4月20日に到着した。長崎の庭園を訪問した後、下関から瀬戸内海を通って大阪、京都を経て横浜、日光さらに青森を訪れた。同地では高地の樹木に注目し、採種を行った。青森から北海道に渡り、6月20日に函館に至った。札幌から千歳、江別を通って、浦河、様似を訪れた。さらに幌泉、襟裳岬を訪れ、10月までの3ヶ月あまりを北海道で山地の植物、昆虫の採取をして過ごした。最初に採取した種子を載せてイギリスに向けて出航した船はしかし座礁し、その際にマリーズが採集した種子は失われた。このため再び採取を行いイギリスに種子を送り届けた。北海道から新潟へ船で移動し、その後陸路で12月に横浜に戻り、12月25日に横浜から離日した。再び大陸に渡り、香港、台湾、中国本土で植物採取を続けた。
1878年の夏に再来日し日本で過ごし、その後は中国での植物採取を続け、1880年2月にイギリスに戻った。植物標本は王立植物園（キューガーデン）に送られ、昆虫のコレクションは大英博物館に収められた。
1882年にフッカーの推薦でインドのダルバンガーのマハラジャの庭園の監督官の仕事を得た。その後、グワーリヤルのマハラジャの庭園の仕事などを1902年まで務めた。インドではマンゴーの専門家となり『インドのマンゴー栽培』（Cultivated Mangoes of India）を執筆するが、出版されることはなかった。原稿はキューガーデンに保存されている。
1877年にロンドン・リンネ協会の会員に選ばれ、1897年に王立園芸協会のヴィクトリア名誉メダルの受賞者の1人となった。2005年には出生地のハンプトン・ルーシーに"Charles Maries Trail"が設けられた。

## 逸話
本邦の通訳ガイドの草分けである伊藤鶴吉が、1877年の採取旅行に同行した。伊藤はマリーズから植物採集の知識を学んでいる。以降、伊藤はマリーズと契約を行ったままであったが、翌1878年6月からのイザベラ・バードの東北・蝦夷島旅行（『日本奥地紀行』）に雇われて同行している。この契約と出立はマリーズが日本を離れている間のことであった。伊藤がバードと契約した理由については、マリーズが不在であり再来日も不確定であったためとも、マリーズの賃金よりバードの提示額のほうが高かったからとも言われている。